# Sam Raimi
Samuel Marshall „Sam” Raimi (Royal Oak, Michigan, 1959. október 23. –) amerikai filmrendező, producer, színész és forgatókönyvíró. Kult horrorfilmjeiről híres, mint a Gonosz halott-sorozat, a Darkman és a Pokolba taszítva, illetve a nagy sikert elért Pókember mozifilm első három része. Továbbá producere volt olyan sikeres televíziós sorozatoknak, mint a Herkules, a Xena: A harcos hercegnő és a Spartacus: Vér és homok.

## Élete
Raimi a michigani Royal Oakban[2] született konzervatív zsidó családban. Celia Barbara (született Abrams) és Leonard Ronald Raimi kereskedők fia. Ősei orosz és magyar zsidó bevándorlók voltak. Ted Raimi színész bátyja és Ivan Raimi forgatókönyvíró és orvos öccse. Nővére Andrea Raimi Rubin. Egy másik bátyja, Sander 15 évesen halt meg egy vízbefulladásos balesetben; Raimi azt mondta, hogy ez a trauma szorosabbá kötötte a családot, és "kiszínezett mindent, amit [csinált] egész életében".
Raimi a Groves High Schoolban végzett, majd később a Michigan-i Állami Egyetemre járt, ahol angol nyelvet tanult, de három szemeszter után otthagyta, hogy a Gonosz halott című filmet forgathassa.

## Magánélete
Raimi 1993 óta él házasságban Gillian Greene-nel, Lorne Greene színész lányával. Öt gyermekük van, akik közül hárman (lányuk, Emma Rose, valamint fiaik, Lorne és Henry) statisztaként szerepeltek a Pokolba taszítva című filmben, illetve a Pókember 3.utolsó harcában.

## Filmográfia

### Film
| Év   | Magyar cím                               | Eredeti cím                                 | Feladatkör | Feladatkör | Feladatkör | Megjegyzések                     |
| Év   | Magyar cím                               | Eredeti cím                                 | Rendező    | Író        | Producer   | Megjegyzések                     |
| ---- | ---------------------------------------- | ------------------------------------------- | ---------- | ---------- | ---------- | -------------------------------- |
| 1977 |                                          | It's Murder!                                | Igen       | Igen       | Igen       | vágó és hangmérnök               |
| 1981 | Gonosz halott                            | The Evil Dead                               | Igen       | Igen       | Vezető     | speciális effektek               |
| 1985 | Bűnözési hullám                          | Crimewave                                   | Igen       | Igen       | Nem        | forgatókönyv a Coen testvérekkel |
| 1987 | Evil Dead – Gonosz halott 2.             | Evil Dead II                                | Igen       | Igen       | Nem        |                                  |
| 1989 |                                          | Easy Wheels                                 | Nem        | Igen       | Nem        | "Celia Abrams" néven             |
| 1990 | Darkman                                  | Darkman                                     | Igen       | Igen       | Vezető     |                                  |
| 1992 | Hülyébbnél is hülyébb                    | The Nutt House                              | Nem        | Igen       | Nem        | Alan Smithee Jr. néven           |
| 1992 | A sötétség serege                        | Army of Darkness                            | Igen       | Igen       | Nem        | vágó ("R.O.C. Sandstorm" néven.) |
| 1994 | A nagy ugrás                             | The Hudsucker Proxy                         | Nem        | Igen       | Nem        |                                  |
| 1995 | Gyorsabb a halálnál                      | The Quick and the Dead                      | Igen       | Nem        | Nem        |                                  |
| 1998 | Szimpla ügy                              | A Simple Plan                               | Igen       | Nem        | Nem        |                                  |
| 1999 | A pálya csúcsán                          | For Love of the Game                        | Igen       | Nem        | Nem        |                                  |
| 2000 | Rossz álmok                              | The Gift                                    | Igen       | Nem        | Nem        |                                  |
| 2002 | Pókember                                 | Spider-Man                                  | Igen       | Nem        | Nem        | speciális effektek               |
| 2004 | Pókember 2.                              | Spider-Man 2                                | Igen       | Nem        | Nem        |                                  |
| 2005 |                                          | Man with the Screaming Brain                | Nem        | Sztori     | Nem        | "R.O.C. Sandstorm"               |
| 2007 | Pókember 3.                              | Spider-Man 3                                | Igen       | Igen       | Nem        |                                  |
| 2009 | Pokolba taszítva                         | Drag Me to Hell                             | Igen       | Igen       | Igen       |                                  |
| 2013 | Óz, a hatalmas                           | Oz the Great and Powerful                   | Igen       | Nem        | Nem        |                                  |
| 2022 | Doctor Strange az őrület multiverzumában | Doctor Strange in the Multiverse of Madness | Igen       | Nem        | Nem        |                                  |

Producerként
| Év        | Magyar cím                          | Eredeti cím                                                          | Rendező                    | Megjegyzés |
| --------- | ----------------------------------- | -------------------------------------------------------------------- | -------------------------- | ---------- |
| 1994      | Időzsaru                            | Timecop                                                              | Peter Hyams                |            |
| 1995-2001 | Xena: A harcos hercegnő             | Xena: Warrior Princess                                               | Robert G. Tapert           |            |
| 1995      | Darkman 2: Durant visszatérése      | Darkman II: The Return of Durant                                     | Bradford May               | Csak DVD-n |
| 1996      | Darkman 3.                          | Darkman III: Die Darkman Die                                         | Bradford May               | Csak DVD-n |
| 1998      | Hercules és Xena: Harc a Titánokkal | Hercules and Xena – The Animated Movie: The Battle for Mount Olympus | Lynne Naylor               | Csak DVD-n |
| 1998      | Az ifjú Herkules kalandjai          | Young Hercules                                                       | T.J. Scott                 | Csak DVD-n |
| 2004      | Átok                                | The Grudge                                                           | Takashi Shimizu            | Csak DVD-n |
| 2005      | Boogeyman                           | Boogeyman                                                            | Stephen T. Kay             |            |
| 2006      | Átok 2.                             | The Grudge 2                                                         | Takashi Shimizu            |            |
| 2007      | A Hírnök                            | The Messengers                                                       | The Pang Brothers          |            |
| 2007      | A sötétség 30 napja                 | 30 Days of Night                                                     | David Slade                |            |
| 2012      | Démoni doboz                        | The Possession                                                       | Ole Bornedal               |            |
| 2013      | Gonosz halott                       | Evil Dead                                                            | Fede Álvarez               |            |
| 2014      | Rekviem egy macskáért               | Murder of a Cat                                                      | Gillian Greene             |            |
| 2015      | Poltergeist – Kopogó szellem        | Poltergeist                                                          | Gil Kenan                  |            |
| 2016      | Vaksötét                            | Don't Breathe                                                        | Fede Álvarez               |            |
| 2019      | Préda                               | Crawl                                                                | Alexandre Aja              |            |
| 2020      | Az átok háza                        | The Grudge                                                           | Nicolas Pesce              |            |
| 2021      | Gonosz csoda                        | The Unholy                                                           | Evan Spiliotopoulos        |            |
| 2021      | Vaksötét 2.                         | Don't Breathe 2                                                      | Rodo Sayagues              |            |
| 2021      | Éjszakai mesék                      | Nightbooks                                                           | David Yarovesky            |            |
| 2022      | Umma – Anyám szelleme               | Umma                                                                 | Iris K. Shim               |            |
| 2023      | 65                                  | 65                                                                   | Scott Beck Bryan Woods     |            |
| 2023      | Kinyírni a világot                  | Boy Kills World                                                      | Moritz Mohr                |            |
| 2024      | Meg ne mozdulj                      | Don't Move                                                           | Adam Schindler Brian Netto |            |

Vezető producerként
| Év   | Magyar cím                       | Eredeti cím            | Rendező             |
| ---- | -------------------------------- | ---------------------- | ------------------- |
| 1989 |                                  | The Dead Next Door     | J.R. Bookwalter     |
| 1991 | Hibbantak: Egy szerelmi történet | Lunatics: A Love Story | Josh Becker         |
| 1993 | Tökéletes célpont                | Hard Target            | John Woo            |
| 2007 | Rajzás                           | Rise: Blood Hunter     | Sebastian Gutierrez |
| 2022 |                                  | Evil Dead Rise         | Lee Cronin          |